# チュニインター1153便不時着水事故
チュニインター1153便不時着水事故（チュニインター1153びんふじちゃくすいじこ）とは、2005年8月6日に、同機が燃料切れにより地中海に不時着水した航空事故のことである。

## 概要

1153便の座席表（緑:生存者、赤:死者）

この日、チュニインター1153便（機材：ATR 72 機体番号:TS-LBB）がチュニジアのジェルバ島のジェルバ・ザルジス国際空港に向け、乗員・乗客39名を乗せイタリアのバーリ国際空港を離陸した。離陸から数分後に第2エンジンが停止し、続けて第1エンジンも停止した。燃料計には1,800Kgの残量があると表示されておりエンジンの再始動を試みたが失敗した。その時点で最も近いシチリア島のパレルモ国際空港まで80kmの距離があり、機体の降下率から到達できないことが判明したため、1153便は海上への不時着を行うことになった。
機長は、管制官に救助隊の出動を要請し、また、発見を容易にするために付近の漁船の近くに着水することにして出来るだけ生存率を上げる工夫をした上で約250km/hの速度で着水させた。衝撃により機体は大きく前部、主翼部、後部に分解した。すぐに救助隊などにより23名が救助されたが、16名が死亡した。

## 事故原因
事故調査はイタリアの航空事故調査委員会、ANSVにより行われた。当初は、事故機がバーリで給油を行っていたことから、燃料汚染や燃料供給系の異常が疑われたが問題は見つからず、重要なブラックボックスは海底に沈んでおり、原因解明は困難を極めるかと思われた。しかし、本来は燃料満載で沈むはずの機体主翼部 が海上に浮いておりこれに生存者が掴まっていたことや、残骸の調査から、実際は燃料タンクにほとんど燃料は入っていなかったことが判明した。事故機は事故前日に操縦室の燃料計の故障のため整備が行われたが、その際に誤ってATR-72用ではなく姉妹機であるATR-42用の燃料計が装着されていた。この整備ミスにより、給油時に実際はタンクに燃料が540kgしかないのにもかかわらず燃料計には2,700kgと表示されていた。前日より燃料残量が増えていたことから、機長が修理完了の確認のために燃料を入れたと勘違いした結果、1153便は燃料が殆どないまま離陸する事になった。
こうして、巡航中に燃料が無くなりエンジンが停止した。しかし整備ミスで誤って取り付けられた燃料計は残量が1,800Kgあると表示していることから、操縦士は燃料切れに気づかず、エンジンの再始動に拘り過ぎた結果、滑空に必要な手順 の実施を怠り滑空可能な距離が短くなった。なお、事故機を製造したATR社はシミュレーターで検証した結果から『燃料が切れた時点で滑空飛行の手順を実施すれば、充分に最寄の空港に辿りつくことが可能であり、リスクの高い海上への不時着は避けられた』とした。
この事故により、操縦士や整備士らは起訴され、2009年には、機長は緊急時の対応に問題があったとして、イタリアの法廷で禁固10年の有罪判決を受けた。

## 映像化
- メーデー!:航空機事故の真実と真相 第6シーズン第6話「DITCH THE PLANE」
- 世界衝撃映像100連発 2017年12月18日放送回